# Aleksiej Osipow
Aleksiej Iljicz Osipow (ros. Алексей Ильич Осипов; ur. 31 marca 1938 w Bielowie) – rosyjski teolog prawosławny.

## Życiorys
Ukończył studia teologiczne w Moskiewskiej Akademii Duchownej w 1963, uzyskując tytuł kandydata nauk, specjalizując się w języku starogreckim. W tym samym roku został zatrudniony jako wykładowca Akademii i seminarium duchownego w Moskwie. W 1975 uzyskał tytuł profesorski, zaś w 1985 nadano mu stopień naukowy doktora.
Specjalizuje się w prawosławnej teologii zasadniczej, historii rosyjskiej myśli teologicznej i filozoficznej oraz w historii protestantyzmu. Wielokrotnie występował w mediach rosyjskich i zagranicznych, popularyzując problematykę teologiczną.
Jest prezenterem w kanale telewizyjnym Spas (ros. Спас) oraz uczestnikiem nacjonalistycznego kanału telewizyjnego Cargrad TV, gdzie m.in. uzasadnia agresję Rosji przeciwko Ukrainie.

## Poglądy
Otwarcie poparł rosyjską inwazję na Ukrainę, za co został obłożony ukraińskimi sankcjami.
Andriej Kurajew w 2013 r. pozytywnie odnosił się do Osipowa i cenił jego teoretyczny dorobek, natomiast prawosławny kapłan Daniił Sysojew (ros. Даниил Сысоев) określił niektóre poglądy Osipowa jako marcjonizm. W 2016 roku Synodalna Komisja Biblijno-Teologiczna Rosyjskiego Kościoła Prawosławnego (ros. Синода́льная библе́йско-богосло́вская коми́ссия Русской православной церкви) potępiła niektóre wnioski Osipowa.

## Odznaczenia
- Order Świętego księcia Włodzimierza III stopnia (1971)
- Order Świętego Sergiusza Radoneżskiego III stopnia (1979)
- Order Świętego księcia Włodzimierza II stopnia (1988)
- Order Świętego Księcia Daniela Moskiewskiego III stopnia (1998)
- Order Przyjaźni (2017)

## Publikacje
- Oсновное богословие. Курс лекций для учащихся Московской духовной семинарии
- Путь разума в поисках истины (tłumaczenie polskie ks. Henryka Paprockiego Droga rozumu w poszukiwaniu prawdy)
- Православное понимание смысла жизни[2].

Ogłosił ponadto szereg artykułów w prasie teologicznej rosyjskiej, greckiej, fińskiej, niemieckiej, włoskiej, polskiej i amerykańskiej.